# Wüllersleben
Wüllersleben ist ein Ortsteil der Gemeinde Bösleben-Wüllersleben im Ilm-Kreis (Thüringen) mit etwa 280 Einwohnern.

## Geografie
Wüllersleben liegt in etwa 400 Metern Höhe auf einem Plateau im südlichsten Teil des Thüringer Beckens. Vom Ort aus hat man eine gute Sicht bis zum Steigerwald und den Fahner Höhen nach Norden und Westen. Südöstlich von Wüllersleben liegt mit dem Großen Holz eines der wenigen Waldgebiete der Verwaltungsgemeinschaft Riechheimer Berg, zu der der Ort gehört. Der etwa fünf Kilometer lange Dorfbach entspringt südlich des Ortes am Hopfenberg, fließt anschließend in nördlicher Richtung weiter durch Bösleben und dann in die Wipfra.

## Geschichte

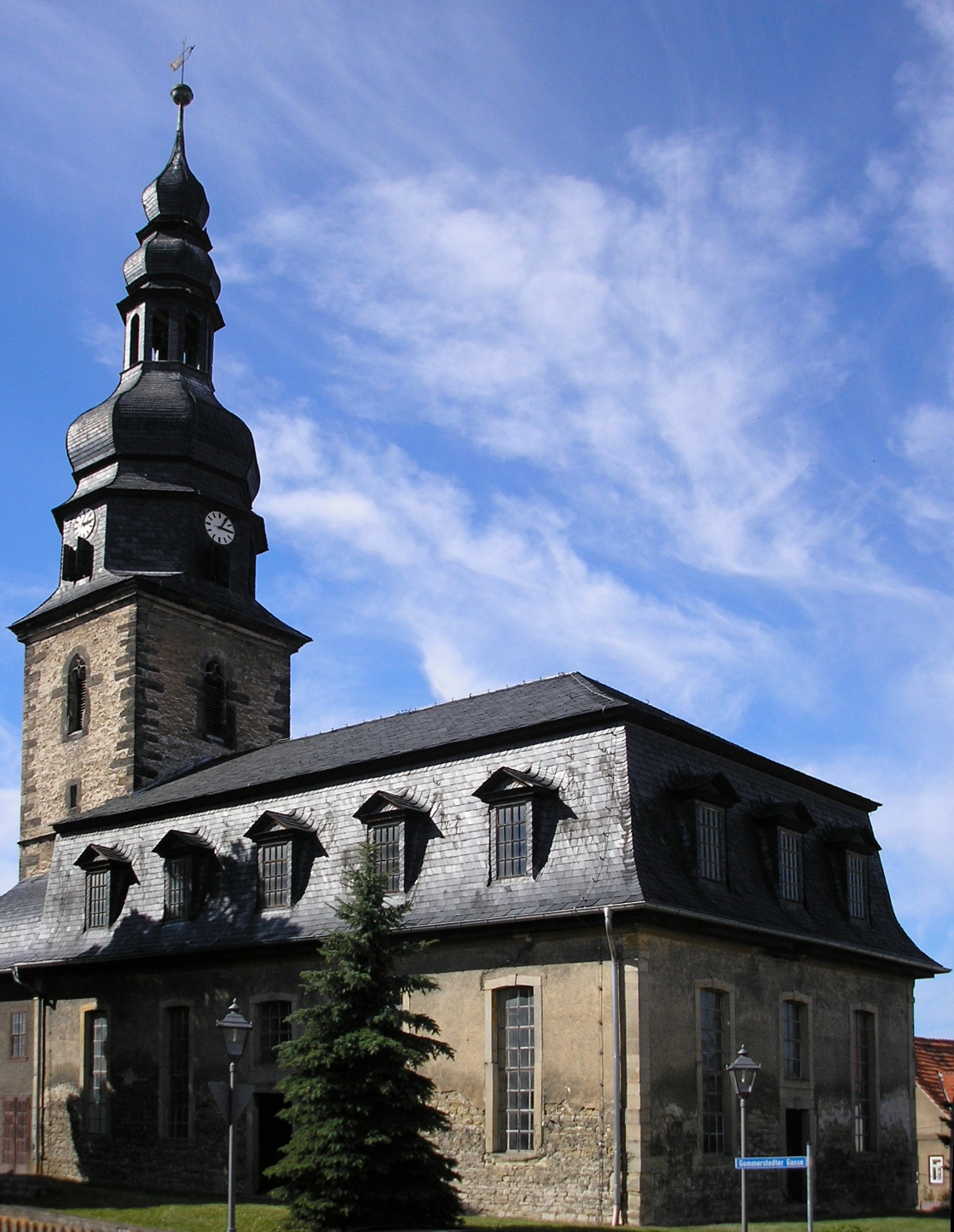
Dorfkirche

Zu Beginn des 9. Jahrhunderts wurde Wüllersleben in einem Verzeichnis der Güter des vom Erzbischof Lullus († 786) von Mainz gegründeten Klosters Hersfeld als Wlfriheslebo erwähnt.  Das Dorf entwickelte sich aus einem alten Rittersitz, der jedoch bereits während der Reformation nicht mehr bestand.
Reste von Wall und Graben zeugen von einer ehemaligen Burg inmitten des Dorfes. Sie diente wohl auch noch als Herrensitz und zur Sicherung des Umlandes im Mittelalter.
In der Geschichte des Ortes kam es mehrere Male zu Großbränden, zuletzt 1905. Politisch gehörte der Ort bis 1920 zum Amt Stadtilm in Schwarzburg-Rudolstadt (Oberherrschaft). Danach kam er zum Landkreis Arnstadt im neu gebildeten Land Thüringen. Bei der Kommunalreform von 1952 wurde er dem Kreis Arnstadt im Bezirk Erfurt zugeordnet. Am 1. Januar 1967 wurde Wüllersleben mit dem benachbarten Bösleben zur Gemeinde Bösleben-Wüllersleben vereinigt. 1994 kam der Ort zum neu gebildeten Ilm-Kreis mit Sitz in Arnstadt.
Ein Wahrzeichen des Ortes ist der knapp 50 Meter hohe, weithin sichtbare Kirchturm aus dem 19. Jahrhundert. Die 1505 bis 1513 errichtete Kirche ist im Vergleich zum Ort sehr groß, und ihr Erhalt stellt die kleine Kirchengemeinde vor große Probleme. Die Kirche befindet sich in stark sanierungsbedürftigem Zustand.

## Wirtschaft und Verkehr
Wüllersleben ist, wie die Dörfer der Umgebung auch, landwirtschaftlich geprägt. Dominierend sind Weizen- und Maisanbau sowie die Milchviehhaltung. Straßen verbinden Wüllersleben mit Erfurt (20 km) und Bösleben (2 km) im Norden, Arnstadt (9 km) und Marlishausen (4 km) im Westen, Stadtilm (5 km) im Süden sowie Rudolstadt (26 km) und Witzleben (3 km) im Osten.

## Persönlichkeiten
- Gunther von Wüllersleben (1249–1252), Hochmeister des Deutschen Ordens